# Międzynarodowy Instytut Historii Społecznej
Międzynarodowy Instytut Historii Społecznej (niderl. Internationaal Instituut voor Sociale Geschiedenis, IISG) – holenderskie archiwum ruchu pracowniczego i historii społecznej znajdujące się w Amsterdamie. Jest jedną z największych placówek tego typu na świecie. Mieści się w niej ponad milion tomów i 2 300 zbiorów archiwalnych, na które składają się dokumenty głównych postaci i instytucji myśli radykalnie lewicowych. IISG został założony w 1935 jako niezależny instytut naukowy przez Nicolaasa Posthumusa. Aktualnie jest częścią Królewskiej Holenderskiej Akademii Sztuki i Nauki.

## Zbiory
Międzynarodowy Instytut Historii Społecznej specjalizuje się w międzynarodowym ruchu pracowniczym i historii społecznej, w tym holenderskiej. W 2000 posiadał on milion woluminów, 80 000 pozycji audiowizualnych, 2 400 seriali, trzy miliony plików cyfrowych i ponad dziewięć kilometrów rękopisów w 2 300 kolekcjach. Wśród tych ostatnich znajdują się m.in. zbiory instytucjonalne Amnesty International, Krajowej Konfederacji Pracy i Iberyjskiej Federacji Anarchistycznej, Europejskiej Konfederacji Związków Zawodowych, Freedom Press, Greenpeace International, Międzynarodowej Konfederacji Wolnych Związków Zawodowych, Partii Socjalistów-Rewolucjonistów, Międzynarodówki Socjalistycznej czy dokumenty osobiste Emmy Goldman, Karola Marksa, Maxa Nettlaua, Lwa Trockiego, Karola Kautsky'ego, Ernesta Mandela i Sylvii Pankhurst. Instytut jest największym na świecie repozytorium dokumentów anarchistycznych.

## Historia
Nicolaas Posthumus, socjalista i pierwszy historyk gospodarczy Holandii, założył w 1935 Międzynarodowy Instytut Historii Społecznej w celu zbadania rozwoju stosunków pracy na przestrzeni czasu, IISG gromadził archiwa z całego świata. W pierwszych latach działalności Posthumusowi udało się uzyskać wiele prac od anarchistów (m.in. rękopisy Michaiła Bakunina), innych ruchów socjalistycznych i socjaldemokratycznych oraz marksistowskich z Niemiec i Rosji.
Zanim III Rzesza zaatakowała na Holandię w 1940, Posthumus zdołał przenieść najcenniejsze archiwa do Londynu. W czasie wojny wiele pozostałych archiwów IISG zostało wywiezionych do nazistowskich Niemiec. Nie zostały one jednak zniszczone. Większość dokumentów znaleziono w Hanowerze w 1946, a niektóre z nich zostały później odnalezione w archiwach w Moskwie w 1991 i wróciły do Amsterdamu.
W 1989 Międzynarodowy Instytut Historii Społecznej przeniósł się do nowej siedziby: starego magazynu przy Cruquiusweg we wschodniej części Amsterdamu. W budynku tym mieściło się również Muzeum Prasy, ale w 2017 stało się częścią Holenderskiego Instytutu Obrazu i Dźwięku (niderl. Nederlands Instituut voor Beeld en Geluid) w Hilversum.